# Ulice zla
Ulice zla (eng. Mean Streets) je film  Martina Scorsesea iz 1973. s  Robertom De Nirom i  Harveyjem Keitelom u glavnim ulogama.

## Radnja
Charlie (Keitel) je Amerikanac talijanskih korijena koji nastoji postati lokalni mafijaš, ali ga u tom sprječava osjećaj odgovornosti prema njegovom djetinjastom i destruktivnom prijatelju, Johnny Boyu (De Niro). Charlie radi za svog ujaka (koji je lokalni mafijaški šef), uglavnom utjerujući dugove. Osim toga, potajno se viđa s Johnnyjevom rođakinjom Teresom, koja boluje od  epilepsije, zbog čega je mnogi ponižavaju - posebno Charliejev ujak. Glavna tema filma je sukob između Charliejevih  katoličkih osjećaja i njegovih mafijaških ambicija. Tokom filma, Johnny postaje sve više autodestruktivan i počinje omalovažavati svoje nadređene. Kako ne uspijeva naći iskupljenje u crkvi, Charlie to uspijeva postići žrtvovanjem samog sebe u Johnnyjevu korist, iako to Johnny nije zaslužio niti to ima smisla.

## Produkcija
Uz snimanje svojih studentskih projekata Tko to kuca na moja vrata i Boxcar Bertha, koje mu je povjerio nezavisni filmski disident Roger Corman, ovo je bio prvi vlastiti Scorseseov film. Redatelj John Cassavetes rekao mu je, nakon što je snimio Boxcar Bertha, da snimi film koji je on htio snimiti, o nekim stvarima za koje je znao. Ulice zla temeljen je na stvarnim događajima koje je sami Scorsese doživio odrastajući u  njujorškoj četvrti Mala Italija.
Scenarij je prvo trebao biti nastavak njegova bivšeg filma, Tko to kuca na moja vrata. Scorsese je promijenio naslov iz Season of the Witch u Ulice zla (Mean Streets), kao aluziju na esej Raymonda Chandlera, "The Simple Art of Murder", u kojem piše: "But down these mean streets a man must go who is not himself mean, who is neither tamished nor afraid." Scorsese je poslao scenarij Cormanu, koji mu je odgovorio kako je spreman financirati film ako svi likovi budu crnci. Scorsese je žarko htio snimiti film pa je čak razmišljao i o ovoj opciji, ali mu je glumica Verna Bloom dogovorila sastanak s potencijalnim financijerom, Jonathanom Taplinom, koji je u to vrijeme bio menadžer grupe The Band. Taplinu se svidio scenarij te je bio spreman dati tristo tisuća dolara, ako Corman pismeno potvrdi da će distribuirati film.
Prema Scorseseu, prvi nacrt scenarija fokusirao se na religiozni konflikt u samom Charlieju te kako on utječe na njegov pogled na svijet. Zajedno s prijateljem, piscem Mardikom Martinom, Scorsese je napisao scenarij vozeći se oko Male Italije u Martinovom autu. Našli bi mjesto u obližnjem parku i počeli pisati, udubljeni u prizore, zvukove i mirise onoga što bi se trebalo pojaviti na platnu.
Kad je konačno pao dogovor o financijama, Scorsese je počeo okupljati glumce. De Niro se upoznao s redateljem 1972. te mu se svidjelo ono što je vidio u filmu Tko to kuca na moja vrata. De Niro je bio fasciniran kako je precizno dočaran život Male Italije, u kojoj je i on odrastao. Scorsese mu je ponudio četiri različite uloge, ali se De Niro nije mogao odlučiti koju da prihvati. Nakon što je još jedan glumac odustao od projekta, Scorsese je angažirao Keitela za glavnu ulogu Charlieja. Keitel je, osim toga, nagovorio De Nira da prihvati ulogu Johnny Boya.

## Kritike
Film kojim je započeo redateljev proboj odlikuje se iznimnom montažnom i mizanscenskom dojmljivošću te snažnim dojmom fatalizma (npr. u »nerazumnom« sukobljavanju junaka s moćnom mafijom), postignutim naturalističkim scenama verbalnog i fizičkog nasilja, s dokumentaristički uvjerljivim prikazima likova i scenografije u kadrovima često neuredne kompozicije. Uz pokretnu kameru, neskladne montažne strukture i glumu Roberta De Nira i Harveyja Keitela, osobito je efektna i uporaba kratkih i dugih kadrova, a narativnom bogatstvu i slojevitosti likova znatno pridonosi i fotografija koja, s čestim pomacima u spektru boja, u brojnim scenama mraka i polumraka stvara dojam voajerskog prikaza tajnovita njujorškog polusvijeta, odnosno dojam zadiranja u intimu likova (Scorsese je film nazvao pokušajem tvorbe film noira u boji). Onodobna kritika izvrsno je primila film (za razliku od publike), a unatoč ugledu idućih redateljevih ostvarenja, reputacija mu nije umanjena ni u kasnijem razdoblju, dijelom zbog impresivna modernističkog stila te propitivanja žanrovskih struktura, a dijelom i zbog ideološke zanimljivosti – Charlijeva neuspjela pobuna protiv mafijaške etike tumači se njegovim talijansko-katoličkim zaleđem, a kompleks krivnje i odnos prema idealu žene ključni su za strukturu likova i priče.

## Vanjske poveznice
- Ulice zla u internetskoj bazi filmova IMDb-a

1. ↑  Filmski leksikon (LZMK) - Ulice zla